# Палінодія (жанр)
Палінодія (грецьк. Παλινωδία) — вірш, у якому автор зрікався написаного ним у попередніх віршах. У переносному значенні — відмова від своїх слів, зречення, зміна поглядів і думок.
Перша згадка про палінодію датована VII століттям до нашої ери. Вона належить поету Стесіхору, який у своєму вірші спростовує своє раніше твердження про вину Єлени у Троянській війні.
Іншим важливим прикладом палінодії є Сократове знецінення «нестями» Еросу в своїй першій промові у Федрі, з подальшим запереченням цього знецінення:
| Ліві лапки | «Отже, ми не повинні боятись її [нестями], і хай нас не спантеличить і не залякає жодна промова, якщо вона не доведе, що в дружбі треба віддавати перевагу розсудливому перед охопленим поривом. Нехай перемога буде за тими, хто це доведе, а також і те, що боги посилають любов не на користь закоханого і його улюбленця. А ми, навпаки, повинні довести протилежне, а саме, що боги посилають нестяму як найбільше щастя. Такому доказові не ймуть віри мудрагелі, зате повірять розумні люди» | Праві лапки |